# Fatih (Istanbul)
Fatih ist eine Stadtgemeinde (Belediye) im gleichnamigen Ilçe (Landkreis) der Provinz Istanbul in der türkischen Marmararegion und gleichzeitig ein Stadtbezirk der 1984 gebildeten Büyükşehir belediyesi İstanbul (Großstadtgemeinde/Metropolprovinz). Fatih liegt auf der europäischen Seite der Großstadt und ist seit der Gebietsreform ab 2013 flächen- und einwohnermäßig identisch mit dem Landkreis.
Seit 2012 besteht eine Städtepartnerschaft mit Wiesbaden.

## Geographie

### Geographische Lage
Das Gebiet, das Fatih einnimmt, entspricht in etwa der von der Theodosianischen Mauer umschlossenen Altstadt von Istanbul. Fatih wird vom Atatürk Bulvarı durchzogen, einer Schnellstraße, die über die Atatürk-Brücke eine zweite Verbindung zum Norden der Stadt Istanbul herstellt, und die vor deren Vereinigung das Gebiet der Stadtteile Fatih und Eminönü trennte. Der Atatürk Bulvarı wird überspannt vom im 4. Jahrhundert erbauten Valens-Aquädukt (Bozdoğan Kemeri). Fatih ist seit Sultan Mehmed dem Eroberer berühmt für seine Medresen und Moscheen und war ein Bezirk der Gelehrten und Dichter.

Fatih grenzt im Westen an Zeytinburnu und im Nordwesten an Eyüpsultan. Die sonstigen Grenzen im Norden, Osten und Süden bilden der Bosporus mit dem Goldenen Horn und das Marmarameer. Der eher kleine Kreis/Stadtbezirk (Platz 31 von 39) belegte in der Einwohnerstatistik der bevölkerungsreichsten Stadtbezirke Ende 2020 Platz 20, Tendenz fallend.

### Stadtgliederung
Zusammen mit dem 2008 aufgelösten Eminönü war Fatih seit 1928 eine der beiden Stadtbezirke (oder Kreise) der historischen Altstadt auf der Halbinsel. Fatih gliedert sich in 57 Mahalle (Stadtviertel/Ortsteile), denen ein Muhtar als oberster Beamter vorsteht. Ende 2020 wohnten im Durchschnitt 7.082 Menschen in jedem Mahalle, 25.502 im bevölkerungsstärksten (Seyyid Ömer Mah.). 21 Mahalle hatten weniger als 1.000 Einwohner, fünf unter 100 Einw.
Diese Mahalle sind in Bereiche zusammengefasst (türk. Semt). Jeder dieser 17 Bereiche besitzt eine eigene Postleitzahl. Auf Basis der Türkischen Postleitzahlen ist folgende Liste entstanden:

| 17 Semt Namen             | Mahalle                   | Postcode                  | Einw. Mah. | Einw. Semt |
| ------------------------- | ------------------------- | ------------------------- | ---------- | ---------- |
| Aksaray                   | Aksaray Mah.              | 34096                     | 10.088     | 20.119     |
| Aksaray                   | Haseki Sultan Mah         | 34096                     | 10.031     | 20.119     |
| Balat                     | Atikali Mah.              | 34087                     | 14.180     | 60.801     |
| Balat                     | Ayvansaray Mah.           | 34087                     | 16.455     | 60.801     |
| Balat                     | Balat Mah.                | 34087                     | 12.398     | 60.801     |
| Balat                     | Derviş Ali Mah.           | 34087                     | 17.768     | 60.801     |
| Bayazit                   | Beyazit Mah.              | 34126                     | 117        | 3.811      |
| Bayazit                   | Emin Sinan Mah            | 34126                     | 1.012      | 3.811      |
| Bayazit                   | Mimar Hayrettin Mah.      | 34126                     | 679        | 3.811      |
| Bayazit                   | Şehsuvar Bey Mah.         | 34126                     | 2003       | 3.811      |
| Eminönü                   | Alemdar Mah.              | 34110                     | 377        | 606        |
| Eminönü                   | Hocapaşa Mah.             | 34110                     | 229        | 606        |
| Iskenderpaşa              | Akşemsettin Mah.          | 34080                     | 22.263     | 36.512     |
| Iskenderpaşa              | Iskenderpaşa Mah.         | 34080                     | 14.249     | 36.512     |
| Karagümrük                | Hirka-I Şerif Mah.        | 34091                     | 22.464     | 33.706     |
| Karagümrük                | Karagümrük Mah.           | 34091                     | 11.242     | 33.706     |
| KocamustafapaşaZZZ        | Cerrahpaşa Mah.           | 34098                     | 8.204      | 53.864     |
| KocamustafapaşaZZZ        | Koca Mustafapaşa Mah.ZZZ  | 34098                     | 20.158     | 53.864     |
| KocamustafapaşaZZZ        | Seyyid Ömer Mah.          | 34098                     | 25.502     | 53.864     |
| Kumkapi                   | Katip Kasim Mah.          | 34130                     | 2.170      | 12.261     |
| Kumkapi                   | Mesihpaşa Mah.            | 34130                     | 173        | 12.261     |
| Kumkapi                   | Mimar Kemalettin Mah.     | 34130                     | 278        | 12.261     |
| Kumkapi                   | Muhsine Hatun Mah.        | 34130                     | 1.980      | 12.261     |
| Kumkapi                   | Nişanca Mah.              | 34130                     | 6.455      | 12.261     |
| Kumkapi                   | Saraç Ishak Mah.          | 34130                     | 1.205      | 12.261     |
| Mahmutpaşa                | Molla Fenari Mah.         | 34120                     | 121        | 255        |
| Mahmutpaşa                | Sururi Mah.               | 34120                     | 26         | 255        |
| Mahmutpaşa                | Taya Hatun Mah.           | 34120                     | 108        | 255        |
| Şehremini                 | Mevlanakapi Mah.          | 34104                     | 19.087     | 39.857     |
| Şehremini                 | Şehremini Mah.            | 34104                     | 20770      | 39.857     |
| Sirkeci                   | Hobyar Mah.               | 34112                     | 70         | 70         |
| Sultanahmet               | Binbirdirek Mah.          | 34122                     | 1.377      | 5.292      |
| Sultanahmet               | Cankurtaran Mah.          | 34122                     | 1.277      | 5.292      |
| Sultanahmet               | Küçük Ayasofya Mah.       | 34122                     | 2.006      | 5.292      |
| Sultanahmet               | Sultan Ahmet Mah.         | 34122                     | 632        | 5.292      |
| Tahtakale                 | Mercan Mah.               | 34116                     | 46         | 835        |
| Tahtakale                 | Rüstempaşa Mah.           | 34116                     | 16         | 835        |
| Tahtakale                 | Süleymaniye Mah.          | 34116                     | 758        | 835        |
| Tahtakale                 | Tahtakale Mah.            | 34116                     | 15         | 835        |
| Topkapi                   | Molla Gürani Mah.         | 34093                     | 15.479     | 26.121     |
| Topkapi                   | Topkapi Mah.              | 34093                     | 10642      | 26.121     |
| Vefa                      | Balabanağa Mah.           | 34134                     | 130        | 4.145      |
| Vefa                      | Demirtaş Mah.             | 34134                     | 210        | 4.145      |
| Vefa                      | Haci Kadin Mah.           | 34134                     | 317        | 4.145      |
| Vefa                      | Hoca Giyasettin Mah.      | 34134                     | 525        | 4.145      |
| Vefa                      | Kalenderhane Mah.         | 34134                     | 1106       | 4.145      |
| Vefa                      | Kemalpaşa Mah.            | 34134                     | 568        | 4.145      |
| Vefa                      | Molla Hüsrev Mah.         | 34134                     | 1026       | 4.145      |
| Vefa                      | Saridemir Mah. *          | 34134                     |            | 4.145      |
| Vefa                      | Yavuz Sinan Mah.          | 34134                     | 263        | 4.145      |
| Yedikule                  | Silivrikapi Mah.          | 34107                     | 15.995     | 49.159     |
| Yedikule                  | Sümbül Efendi Mah.        | 34107                     | 16109      | 49.159     |
| Yedikule                  | Yedikule Mah.             | 34107                     | 17055      | 49.159     |
| Zeyrek                    | Ali Kuşçu Mah.            | 34083                     | 10.549     | 49.170     |
| Zeyrek                    | Cibali Mah.               | 34083                     | 7.617      | 49.170     |
| Zeyrek                    | Yavuz Sultan Selim Mah.   | 34083                     | 17.174     | 49.170     |
| Zeyrek                    | Zeyrek Mah.               | 34083                     | 13.830     | 49.170     |
| Kreis / Stadtbezirk Fatih | Kreis / Stadtbezirk Fatih | Kreis / Stadtbezirk Fatih | 396.594    | 396.594    |

Diese Liste erhebt keinen Anspruch auf Vollständigkeit. Sie dient lediglich als Übersicht einer Zuordnung der 56 Mahalle zu den 27 Semt. Die Einwohnerzahlen sind Ergebnisse der Bevölkerungsfortschreibung (durch das ADNKS-System) vom Stand 31. Dezember 2020, der Mahalle Saridemir wurde 2020 aufgelöst, er hatte Ende 2019 12 Einwohner. Weiter bekannte Viertel sind: Fener, Sulukule und Topkapı.

## Bevölkerung
Die linke Tabelle zeigt die Ergebnisse der Volkszählungen, die E-Books der Originaldokumente entnommen wurden. Diese können nach Suchdateneingabe von der Bibliotheksseite des TÜIK heruntergeladen werden.
Die rechte Tabelle zeigt die Bevölkerungsfortschreibung des Kreises/Stadtbezirks Fatih und seinen Rang innerhalb der 39 Kreise von Istanbul. Die Daten wurden durch Abfrage über das MEDAS-System des Türkischen Statistikinstituts TÜIK nach Auswahl des Jahres und der Region ermittelt.
| Volkszählung | Volkszählung | Volkszählung | Volkszählung |
| Jahr         | Fatih        | Eminönü      | Gesamt       |
| ------------ | ------------ | ------------ | ------------ |
| 1927         | gemeinsam    | gemeinsam    | 245.982      |
| 1935         | 172.902      | 100.933      | 273.835      |
| 1940         | 160.589      | 105.683      | 266.272      |
| 1945         | 181.025      | 111.064      | 292.089      |
| 1950         | 226.853      | 123.056      | 349.909      |
| 1955         | 286.733      | 146.896      | 433.629      |
| 1960         | 300.594      | 134.852      | 435.446      |
| 1965         | 344.602      | 137.849      | 482.451      |
| 1970         | 417.662      | 136.997      | 554.659      |
| 1975         | 504.127      | 122.885      | 627.012      |
| 1980         | 474.578      | 093.324      | 567.902      |
| 1985         | 497.459      | 093.383      | 590.842      |
| 1990         | 462.464      | 083.444      | 545.908      |
| 2000         | 403.508      | 055.635      | 459.143      |

| Bevölkerungsfortschreibung | Bevölkerungsfortschreibung | Bevölkerungsfortschreibung |
| Jahr                       | Kreis/Stadtbez.            | Rang                       |
| -------------------------- | -------------------------- | -------------------------- |
| 2007                       | 455.498                    | 12                         |
| 2008                       | 443.955                    | 11                         |
| 2009                       | 433.796                    | 11                         |
| 2010                       | 431.147                    | 14                         |
| 2011                       | 429.351                    | 14                         |
| 2012                       | 428.857                    | 14                         |
| 2013                       | 425.875                    | 15                         |
| 2014                       | 419.266                    | 15                         |
| 2015                       | 419.345                    | 17                         |
| 2016                       | 417.285                    | 17                         |
| 2017                       | 433.873                    | 16                         |
| 2018                       | 436.539                    | 15                         |
| 2019                       | 443.090                    | 17                         |
| 2020                       | 396.594                    | 20                         |

## Kultur und Sehenswürdigkeiten

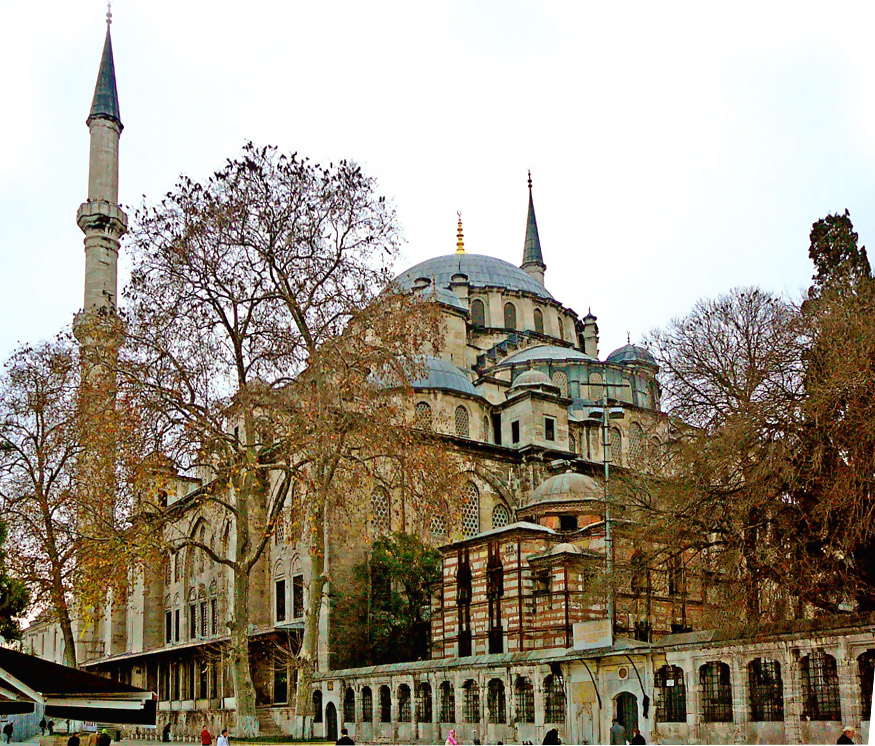
Die Fatih-Moschee ist eines der historischen Zentren des Stadtbezirks

Die Hauptstraße von Fatih begann im Mittelalter im Philadelphion, und wo heute die Fatih-Moschee steht, war die zweitgrößte Kirche von Byzanz, die Apostelkirche mit dem Grab Konstantins des Großen. Nicht weit vom Philadelphion steht die Markian-Säule (Kıztaşı).
Orthodoxe Kirchen in dem Stadtteil, die in den osmanischen Jahrhunderten zu Moscheen umgewandelt wurden, sind u. a. die Zeyrek-Moschee, die Pammakaristos-Kirche (heute Fethiye-Moschee), die Manastır-Moschee, St. Menas oder die Kirchenmoschee Vefa. Auf dem Gelände des Ökumenischen Patriarchats von Konstantinopel befindet sich die Kirche Hagios Georgios.
In Eminönü, einem Viertel von Fatih, das zuvor ein selbständiger Stadtbezirk von İstanbul war und 2008 mit Fatih zu einem Stadtbezirk fusionierte, liegt an der Spitze der Halbinsel und beherbergt das historische Zentrum der Stadt mit Resten des byzantinischen Kaiserpalastes, der spätantiken Yerebatan-Zisterne, dem Hippodrom, den Museen der ehemaligen Kathedrale Hagia Sophia, der ehemaligen Kirche Hagia Irene, des ehemaligen Sultanspalasts Topkapı Sarayı und bedeutenden Moscheen (die Sultan-Ahmed-Moschee, die Süleymaniye-Moschee, die Rüstem-Pascha-Moschee sowie die Beyazıt-Moschee, die älteste der Stadt). Die älteste Stadtmauer umgibt diesen Stadtteil.
Weitere wichtige Museen sind das Archäologische Museum in der Nähe des Topkapı-Palastes und das Museum für türkische und islamische Kunst am Hippodrom.

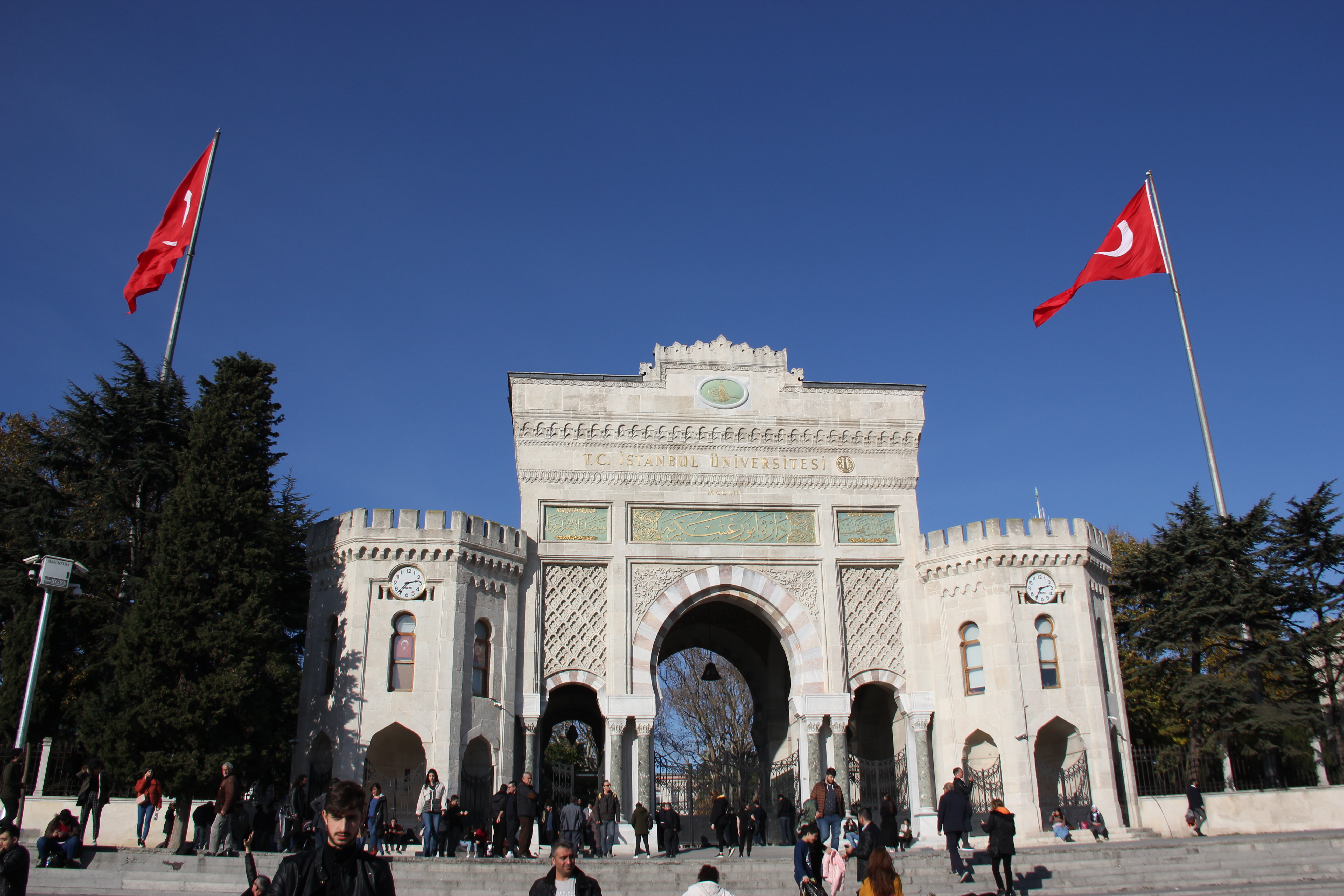
Universität Istanbul

Die Hauptstraße von Konstantinopel, die Mese, begann bei der Hagia Sophia und führte über das Forum Konstantin (Çemberlitaş), wo eine der größten Agora der Welt ist, der überdachte Basar Kapalı Çarşı, das Forum Tauri (Theodosius-Forum) (Beyazıt) und das Arkadius-Forum (Aksaray) zum Goldenen Tor an der Landmauer des Theodosius. Beim Forum Tauri verzweigt sich die Mittelstraße des ehemaligen Byzanz in Richtung Nordwesten und bildet dort das Forum Philadelphion (Şehzadebaşı).
Dort befinden sich auch das wichtigste Basarviertel İstanbuls mit dem Mısır Çarşısı und dem großen gedeckten Basar, Kapalı Çarşı, mit rund 4000 Geschäften, die Hauptgebäude der Universität, der Kopfbahnhof Sirkeci Garı für Züge aus dem Westen, einst Endstation des Orient-Express, und gegenüber die wichtigsten Landungsbrücken für den Fährverkehr. Dort führt auch die Galatabrücke über das Goldene Horn nach Beyoğlu und weiter in den Norden der europäischen Seite.
Das Gebäude der Istanbuler Großstadtverwaltung befindet sich im Stadtteil Fatih im Viertel Saraçhane.